# Upsilon Aurigae
Désignations
Upsilon Aurigae (υ Aurigae / υ Aur) est une étoile géante de la constellation boréale du Cocher. Elle est visible à l'œil nu avec une magnitude apparente de 4,74. D'après la mesure de sa parallaxe annuelle par le satellite Gaia, l'étoile est distante d'environ ∼ 500 a.l. (∼ 153 pc) de la Terre. Elle s'éloigne du Système solaire à une vitesse radiale héliocentrique de +38 km/s.
Upsilon Aurigae est une étoile géante rouge de type spectral M0 III. Elle est actuellement située sur la branche asymptotique des géantes, ce qui signifie qu'elle génère son énergie par la fusion de l'hélium dans une coquille située autour d'un cœur inerte composé de carbone et d'oxygène. Elle est classée comme une étoile variable irrégulière à longue période de type LB dont la magnitude apparente varie entre 4,71 et 4,74. Elle est âgée d'environ deux milliards d'années et elle est 1,64 fois plus massive que le Soleil. Son rayon est 61 fois plus grand que le rayon solaire, elle est autour de 1 165 fois plus lumineuse que le Soleil et sa température de surface est de 3 912 K.